# El Paso (Kolumbia)
El Paso – miasto w Kolumbii, w departamencie Cesar.